# Anh Hàn
Anh Hàn (chữ Hán: 英翰, ? – 1876), tự Tây Lâm (西林), thị tộc Tát Nhĩ Đồ, dân tộc Mông Cổ, người Mãn Châu Chính Hồng kỳ, quan viên, tướng lãnh nhà Thanh, có công tham gia trấn áp nhiều cuộc khởi nghĩa thời Hàm Phong, Đồng Trị.

## Trấn áp Niệp quân
Năm Đạo Quang thứ 28 (1849), Anh Hàn trúng Cử nhân.
Năm Hàm Phong thứ 4 (1854), được chọn đi An Huy nhận chức Tri huyện. Năm thứ 9 (1859), thay quyền ở Hợp Phì. Nghĩa quân Thái Bình Thiên Quốc quấy nhiễu bắc bộ An Huy, Anh Hàn lãnh đạo hương đoàn đánh bại họ. Tiếp tục phá nghĩa quân ở Hoa Tử Cương, Tiểu Hà Loan, được thăng Đồng tri.
Năm thứ 11 (1861), được nhậm chức tại Túc Châu.
Năm Đồng Trị đầu tiên (1862), Niệp quân đến phạm, Anh Hàn cùng tổng binh Điền Tại Điền hạ Cao Hoàng Sơn Trại, tiến phá Hồ Câu, được thăng Tri phủ, ban Hoa linh.
Năm thứ 2 (1863), thủ lĩnh Niệp quân là Trương Nhạc Hành bị đại quân của Tăng Cách Lâm Thấm đánh bại, trở về sào huyệt cũ là Trĩ Hà Tập, Anh Hàn đánh bại ông ta ở Thanh Manh. Sau khi quan quân đánh hạ Trĩ Hà Tập, Anh Hàn dùng bọn nghĩa quân đầu hàng để lừa bắt Trương Nhạc Hành, giải đến đại doanh của Tăng Cách Lâm Thấm mà làm tội, được thụ Dĩnh Châu tri phủ. Tuần phủ Đường Huấn Phương cùng Viên Giáp Tam cùng dâng tấu chương tiến cử Anh Hàn trầm dũng có mưu, tiễu diệt vu  của nghĩa quân ở bắc bộ sông Quái lập nhiều công lao.

## Trấn áp Miêu Bái Lâm
Khi ấy, Miêu Bái Lâm lại phản, đánh Mông Thành, Thọ Châu, Anh Hàn đốc quân đánh hạ vu của phản quân ở phụ cận Mông Thành, rồi đánh bại quân của Bái Lâm sai đến tấn công quan quân của Thọ Châu. Đúng lúc tổng binh Diêu Quảng Vũ phá trại của phản quân tại Hàn Thôn, đánh Lang Sơn, phản quân bỏ lũy chạy trốn, đường thủy để vận lương qua Mông Thành được thông. Được thự chức tại Lư Phượng Đạo, thăng Án sát sứ. Tiếp tục đốc quân cứu viện Mông Thành, đánh Thái Gia Vu, chẹn đường vận lương của phản quân, sai bọn tham tướng Trình Văn Bỉnh 4 hướng chặn đánh, diệt vài mươi lũy địch. Các cánh quân của Tăng Cách Lâm Thấm, Phú Minh A nối nhau kéo đến, đại phá phản quân. Bái Lâm bị diệt, các vu hưởng ứng Bái Lâm bị hạ bằng sạch, Anh Hàn được ban hiệu Cách Hồng Ngạch Ba đồ lỗ.

## Trấn áp Tân Niệp quân
Năm thứ 3 (1864), nghĩa quân Thái Bình hợp với Niệp quân từ Thiểm Nam chạy sang Hồ Bắc, gây thanh thế hòng cứu ứng nghĩa quân ở Giang Ninh, khí thế rất hăng. Tăng Cách Lâm Thấm điều Anh Hàn đi cứu viện, nghĩa quân đang vây Ma Thành, quan quân tập kích phá được đồn địch ở Bách Tử Tháp, thủ lĩnh Thái Bình là bọn Trần Đắc Tài từ Bạch Nghiệt Sơn chạy đi Diêm Gia Hà, Anh Hàn đốc quân nghênh chiến, phá được. Ít lâu sau Anh Hàn vì đề nghị phong thưởng quá đáng, bị đoạt dũng hiệu, giáng 5 cấp lưu nhiệm. Nghĩa quân từ Tùng Tử Quan chạy vào An Huy. Tuần phủ Kiều Tùng Niên tâu xin điều Anh Hàn về cứu viện, ông hạ được Kim Gia Trại. Nghĩa quân chạy đi Lục An, Thanh Sơn, quan quân các nơi hội họp đánh đuổi họ. Các cánh nghĩa quân quần tụ ở Anh Sơn, Hoắc Sơn, liên tiếp bị đánh bại ở Nhạc Nhi Lĩnh, Thổ Môn, Hắc Thạch Độ. Khi ấy quan quân đã hạ được Giang Ninh, đại quân của Tăng Cách Lâm Thấm tiến đến gần, nghĩa quân nản lòng, Trần Đắc Tài uống thuốc độc tự sát. Mã Dung Hòa có mấy vạn nghĩa quân, Anh Hàn lệnh cho Quách Bảo Xương chiêu dụ ông ta. Thủ lãnh Lam Thành Xuân cũng hàng, còn các đầu mục nhỏ cũng nhao nhao xin hàng. Tăng Cách Lâm Thấm cho rằng Thành Xuân là lão tặc của quân Thái Bình, đem chém để trừng phạt. Những kẻ chưa đến hàng bèn tan chạy, còn bọn Trương Tông Vũ, Ngưu Lạc Hồng, Nhiệm Trụ, Lại Văn Quang câu kết với nhau, trở nên mạnh mẽ. Luận công, Anh Hàn được ban lại hiệu Khanh Tăng Ngạch Ba đồ lỗ, thăng An Huy bố chánh sứ.

## Trấn áp Đông Niệp quân
Năm thứ 4 (1865), Niệp quân từ Hà Nam chạy đi Sơn Đông, giết chết Tăng Cách Lâm Thấm, dốc lực lượng xâm phạm An Huy, giành lại các sào huyệt cũ Mông, Túc; Anh Hàn bị vây ở Trĩ Hà Tập. Đạo viên Sử Niệm Tổ giúp Anh Hàn vừa đánh vừa giữ, trải qua 40 ngày, viện quân đến, ông đột vây giáp kích, đại phá địch; nghĩa quân bèn giải vây bỏ đi; Anh Hàn được tấn hiệu Đạt xuân Ba đồ lỗ.
Năm thứ 5 (1866), được thăng tuần phủ. Tuần phủ Kiều Tùng Niên được điều sang Thiểm Tây, tiễu Trương Tông Vũ của quân Tây Niệp, đem theo Quách Bảo Xương của quân An Huy cùng đi; lương hướng của họ vẫn do Anh Hàn trù tính cung cấp. Quân Đông Niệp từ Cố Thủy xâm phạm An Huy, bị quân An Huy chặn lại, bèn chạy về Ma Thành; Anh Hàn soái quân giữ Lục An.
Năm thứ 6 (1867), nghĩa quân lại từ Hồ Bắc, Hà Nam vào Sơn Đông, quan quân bàn nhau đắp lũy men Vận Hà bao vây địch, Anh Hàn phân chia quân An Huy, lệnh cho Hoàng Bỉnh Quân chẹn Túc Thiên, Trương Đắc Thắng chẹn Miêu Nhi Oa Than, Trình Văn Bỉnh đem kỵ binh sẵn sàng tiến hành du kích, Dư Thừa Tiên soái thủy quân từ Hồng Hồ vào Vận Hà, bức bách nghĩa quân. Anh Hàn vì cha mất, được nghỉ 1 tháng lo việc tang, đổi thự nhiệm. Mùa đông năm ấy, tướng lãnh nghĩa quân là Nhiệm Trụ bị Hoài quân tiêu diệt, quân Đông Niệp tản ra tấn công phòng tuyến Vận Hà, bị quân An Huy chặn đánh, thu hàng vài ngàn người; thủ lĩnh nghĩa quân là Lại Văn Quang chạy đến Dương Châu thì bị bắt. Bình xong quân Đông Niệp, luận công, được ban thế chức Tam đẳng Khinh xa đô úy.

## Trấn áp Tây Niệp quân
Anh Hàn dâng sớ xin tiếp tục chịu tang, triều đình cho phép thì quân Tây Niệp xâm phạm Hà Bắc. Mùa xuân năm thứ 7 (1868), Kỳ Phụ giới nghiêm, Anh Hàn soái quân cứu viện, nhận lệnh dừng lại ở Hà Nam. Anh Hàn tâu xin giao lại quân đội cho Hà Nam tuần phủ Lý Hạc Niên để trở về tiếp tục chịu tang, có chiếu úy lạo giữ lại. Anh Hàn cùng các cánh quân vây nghĩa quân ở phía đông Vận Hà, diệt sạch Niệp quân; được gia Thái tử thiếu bảo, từ chối, triều đình không đồng ý.

## Những năm cuối đời
Năm thứ 8 (1869), Anh Hàn tiếp tục chịu tang, xin ở lại kinh sư, triều đình cho nghỉ ngơi 2 tháng; đến kỳ hạn thì quay về nhiệm chức cũ.
Năm thứ 10 (1871), bắt tàn dư Niệp quân là Tống Cảnh Thi ở Bạc Châu, giết đi.
Năm thứ 13 (1874), được thăng Lưỡng Quảng tổng đốc. Tướng lãnh Thái Bình là Dương Phụ Thanh trốn ở Tấn Giang thuộc Phúc Kiến, Anh Hàn lệnh cho hàng tướng là bọn Mã Dung Hòa đi bắt, rồi tâu xin giết đi.
Năm Quang Tự đầu tiên (1875), vào chầu, được tấn thế chức Nhị đẳng Khinh xa đô úy. Vi tính quyên  ở Quảng Đông bị triều đình nghiêm cấm, Anh Hàn tâu xin bỏ lệnh cấm để có thêm thu nhập cho chánh phủ, lại có quan viên dưới quyền ngang ngược, bị bọn Quảng Châu tướng quân Trường Thiện đàn hặc; ông bị triệu về kinh, chịu luận tội, bị lột chức. Không lâu sau, được trả lại thế chức, đội nhị phẩm đính đái (mũ) và thay quyền Ô Lỗ Mộc Tề Đô thống, năm sau thì chính thức nhậm chức.
Năm thứ 2 (1876), được thực thụ. Ít lâu sau thì mất, được tặng Thái tử Thái bảo, khôi phục dũng hiệu, ban tuất, thụy là "Quả Mẫn" (果敏). Tỉnh thành An Huy cùng Phượng Dương, Thọ Châu, Túc Châu, Phụ Dương, Mông Thành, Qua Dương đều lập chuyên từ; ban cho mẹ Anh Hàn 2000 lạng bạc, 6 lạng nhân sâm. Anh Hàn không có con, em trai Anh Thọ được tập thế chức.